# دوايت باول
دوايت باول (بالإنجليزية: Dwight Powell)‏ مواليد 20 يوليو 1991، هو لاعب كرة سلة كندي ويحمل الرقم 33. يبلغ طوله 6 قدم 11 بوصة (2.1 م).

## فرق لعب لها
- بوسطن سيلتكس
- دالاس مافيريكس

## روابط خارجية
- دوايت باول على موقع الاتحاد الدولي لكرة السلة (الإنجليزية)
- دوايت باول على موقع إن بي أي (الإنجليزية)
- دوايت باول على موقع سبورتس رفرنس (الإنجليزية)
- دوايت باول على موقع كرة السلة الأوروبية.كوم (الإنجليزية)
- دوايت باول على موقع إي إس بي إن.كوم (الإنجليزية)
- دوايت باول على موقع كلية كرة السلة في سبورتس رفرنس.كوم (الإنجليزية)
- دوايت باول على موقع ريلجم (الإنجليزية)
- دوايت باول على موقع بروبوليرز (الإنجليزية)
- دوايت باول على موقع سبورتس رفرنس (الإنجليزية)
- دوايت باول على موقع سبورتس رفرنس (الإنجليزية)